# Tour de Nandrin
La tour de Nandrin est un bâtiment médiéval classé de la commune de Nandrin en Belgique (province de liège). La dénomination complète de l'édifice est la tour de la ferme du château de Nandrin.

## Localisation
La tour se situe dans le centre du village condrusien de Nandrin, en retrait de la place principale de la localité, la place Ovide Musin au no 23. Elle se trouve à une quinzaine de mètres au sud de la ferme du château appelée aussi ferme de la Tour bâtie par l’avoué Arnold de Soumagne en 1697.

## Historique
La construction de la tour a vraisemblablement eu lieu au début du XIVe siècle, voire à la toute fin du XIIIe siècle. Elle aurait été édifiée par "le petit Baudouin de Saint-Servais", dit de Dinant, décédé avant 1319. Elle était alors le siège de l’avouerie de Nandrin. Cette seigneurie appartenait à la collégiale Saint-Paul de Liège et faisait partie de la Principauté de Liège. La tour devient successivement la propriété des familles suivantes : de Corswarem, Hoen (en 1424), le Rosseau dit du Saint-Esprit (en 1594), d'Heure dit Oranus, Talbollet, Soumagne, Woot de Trixhe puis Woot de Tinlot (en 1763 jusqu'à la Révolution française). 
La tour était jadis entourée de douves et a été flanquée de deux pavillons précédés de deux petites tours carrées sans doute pendant le XVIIe siècle, le tout formant un château de plan en U délimitant une cour accessible par un pont-levis. Aujourd'hui, toutes ces constructions annexes à la tour initiale ont disparu et ont fait place depuis 1976, au pied de la tour, à un bâtiment contemporain, d'après les plans des architectes A. Léonard et E. Ysebrant de Lendonck.

## Description
Cette tour carrée haute d'environ 22 mètres est bâtie en moellons de pierre calcaire issus des carrières de la région condrusienne. Elle compte quatre niveaux sur des caves partiellement enterrées qui ont conservé leurs voûtes en berceau. Les côtés sont larges d’une dizaine de mètres et sont limités par des chaînages d’angle. À leur base, les murs sont épais de 185 centimètres. Au sommet, ils le sont de 90 centimètres. En plus des ouvertures rectangulaires ou cintrées, on peut voir quelques arquebusières et meurtrières, La toiture trapue à quatre pans est recouverte d'ardoises

## Classement et accès
La tour de la ferme du château à Nandrin est reprise sur la liste du patrimoine immobilier classé de Nandrin depuis le 1er août 1933
.
La tour fait partie d'une propriété privée dont l'accès est interdit.

### Source et lien externe
- Inventaire du Patrimoine immobilier culturel